# Национално знаме на Гвинея
Националното знаме на Гвинея е одобрено 10 ноември 1958 г. Подобно на другите знамена в региона, в него се използват панафриканските цветове червено, жълто и зелено. Като бивша френска колония не е учудващо, защо знамето е трибагреник.